# Campo da Liberdade
O Campo da Liberdade é um estádio de futebol localizado na cidade de Montijo, em Portugal e serve de anfiteatro para a equipa de futebol sénior e camadas jovens do Clube Olímpico do Montijo.

## Instalações
O Campo da Liberdade tem uma bancada com capacidade para perto de 3 000 lugares sentados, sendo a mesma amovível e construída em ferro. O terreno de jogo tem as dimensões de 104x68m.

## Curiosidades

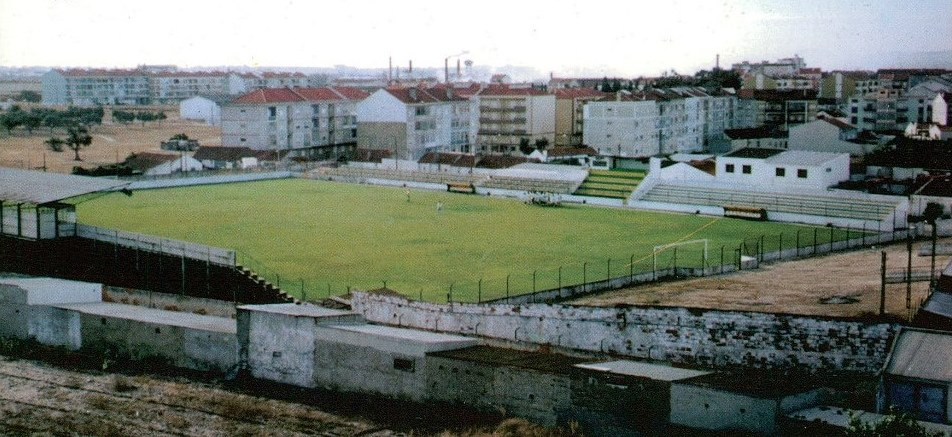
Antigo e Demolido Campo Luís Almeida Fidalgo, Montijo.

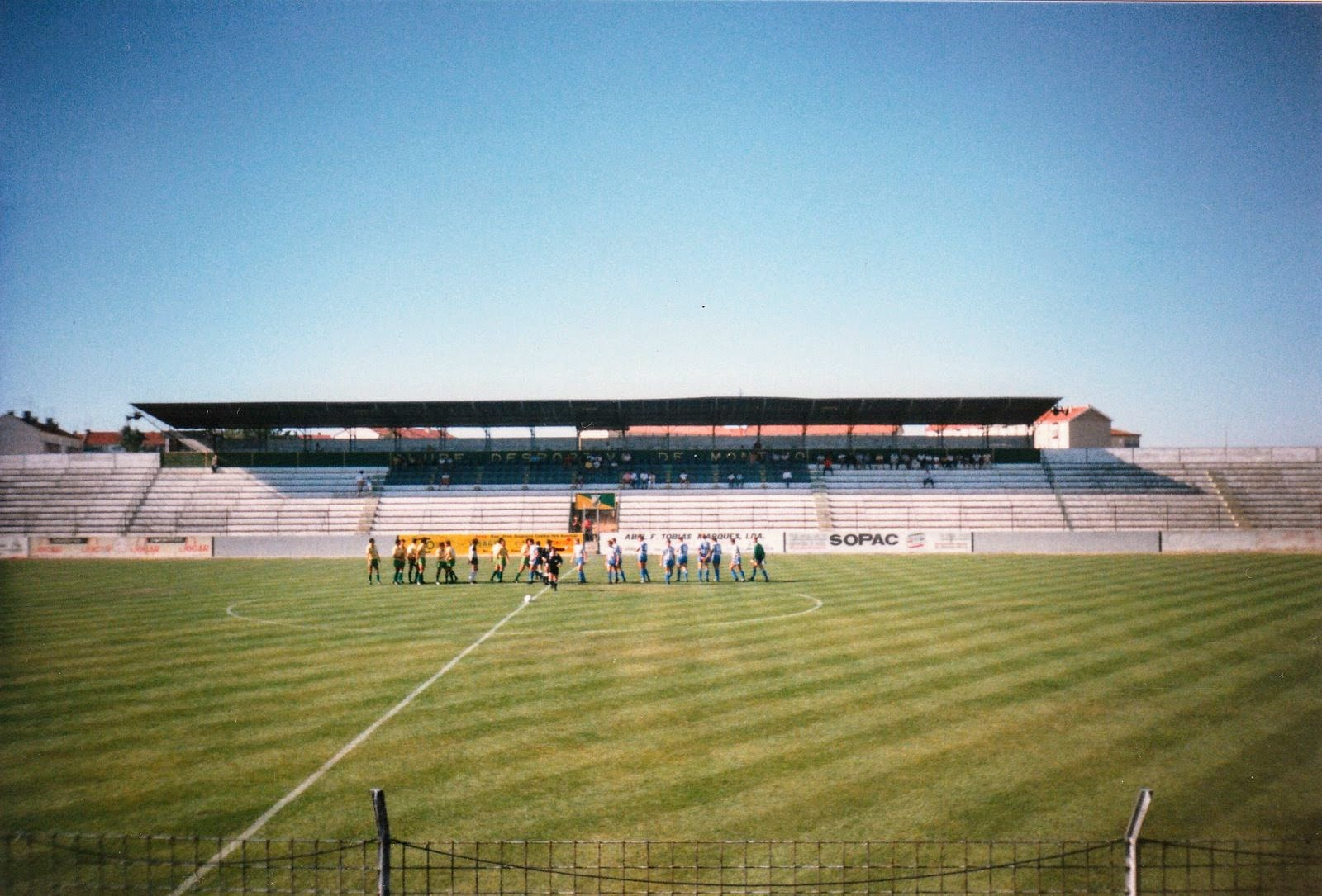
Jogo no Campo Luís Almeida Fidalgo entre o CD Montijo e os ingleses do Brighton & Hove Albion para o Torneio de verão Alliance Cup em 1988.

A Liberdade, situado no Bairro da Liberdade, no Montijo, foi até finais dos anos 90, palco exclusivo para os treinos do extinto Clube Desportivo Montijo e era ainda de terra batida (pelado). 
A bancada atual, construída nos anos 70, encontrava-se então no Campo Luís Almeida Fidalgo, estádio (demolido) do Clube Desportivo Montijo, que se localizava na Rua da Aldeia Velha, no Montijo. Os campos desportivos estavam à altura separados por aproximadamente 500 metros.